# メリッサ・スー・アンダーソン
メリッサ・スー・アンダーソン（Melissa Sue Anderson、1962年9月26日 - ）は、アメリカの女優。人気TVシリーズ『大草原の小さな家』のメアリー役で有名。

## 略歴
アメリカ合衆国カリフォルニア州バークレー出身。
『大草原の小さな家』以前から子役として活躍。その他にホラー映画『誕生日はもう来ない』で主演も務める。
『大草原の小さな家』シリーズの出演者の中で唯一エミー賞にノミネートされた。この時点では惜しくも受賞とはならなかったものの、スペシャルドラマWhich Mother Is Mine?にて1979年にエミー賞を受賞。
日本においても映画雑誌の表紙を飾るなどアイドル女優として人気を博す。
以降もテレビを中心に女優活動を続けている。1990年に脚本家・プロデューサーのマイケル・スローンと結婚し2人の子供がいる。2007年7月にカナダの市民権を取得した。現在はモントリオール在住。
2010年5月に自伝『The Way I See It』を発表。

## 主な出演作品

### 映画
| 公開年 | 邦題 原題                                                          | 役名                         | 備考                   |
| ------ | ------------------------------------------------------------------ | ---------------------------- | ---------------------- |
| 1976   | ある勇気の物語!孤独のマラソンランナー The Loneliest Runner         | ナンシー                     | テレビ映画             |
| 1979   | 青春のモザイク Survival of Dana                                    | ディーナ・リー               | テレビ映画             |
| 1981   | 真夜中の悪魔たち Midnight Offerings                                | ヴィヴィアン                 | テレビ映画             |
| 1981   | 誕生日はもう来ない Happy Birthday to Me                            | ヴァージニア・ウェインライト |                        |
| 1982   | イノセント・ラブ An Innocent Love                                  | モリー・ラッシュ             | テレビ映画             |
| 1984   | お色気SL大暴走! アメリカ横断ウルトラハイホー Chattanooga Choo Choo | ジェニー                     |                        |
| 1988   | ファーノース Far north                                             | 若い看護婦                   |                        |
| 1989   | 帰ってきた警部マクロード The Return of Sam McCloud                 | コリーン・マクロード         | テレビ映画             |
| 1990   | DEAD MEN DON'T DIE/ゾンビはニュースキャスター Dead Men Don't Die   | ドルシー                     |                        |
| 1998   | ニューヨーク大地震 Earthquake In New York                          | マリリン・ブレイク博士       | テレビ映画             |
| 2006   | 合衆国壊滅Ⅱ 再襲来!M10.5 10.5 Apocalypse                           | 大統領夫人メーガ・ホリスター | テレビ映画             |
| 2007   | マルコ・ポーロ Marco Polo                                          | 母親                         | 声のみ、クレジットなし |

### テレビシリーズ
| 放映年    | 邦題 原題                                    | 役名                 | 備考                                 |
| --------- | -------------------------------------------- | -------------------- | ------------------------------------ |
| 1972      | 奥さまは魔女 Bewitched                       | 少女                 | 1エピソード                          |
| 1973      | ゆかいなブレディー家 The Brady Bunch         | ミリセント           | 1エピソード                          |
| 1973      | 黒いジャガー Shaft                           | キャシー             | 1エピソード                          |
| 1974-1981 | 大草原の小さな家 Little House on the Prairie | メアリー             | 163エピソード                        |
| 1984      | ジェシカおばさんの事件簿 Murder, She Wrote   | エヴァ・クリスタル   | エピソード『映画セットは死のにおい』 |
| 1987-1988 | ザ・シークレット・ハンター The Equalizer     | イヴェット・マーセル | 4エピソード                          |

### テレビアニメ
- スパイダーマン&アメイジング・フレンズ
- X-メン (1993-1994)